# Derocalymma trichoderma
Derocalymma trichoderma är en kackerlacksart som beskrevs av Bolívar 1881. Derocalymma trichoderma ingår i släktet Derocalymma och familjen jättekackerlackor. Inga underarter finns listade i Catalogue of Life.